# Lyoffans
Lyoffans est une commune française située dans le département de la Haute-Saône, la région culturelle et historique de Franche-Comté et la région administrative Bourgogne-Franche-Comté.

## Géographie

### Localisation

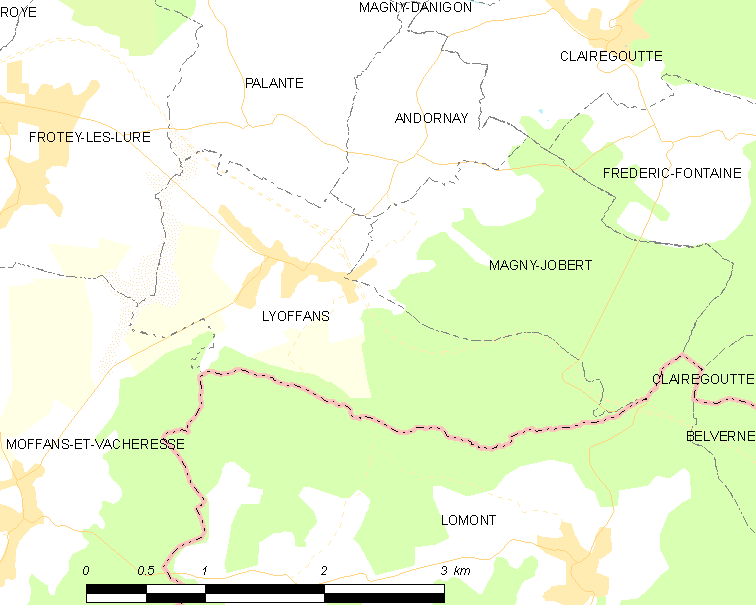
Le territoire communal dans son contexte local.

Lyoffans est située dans le nord-est de la Bourgogne-Franche-Comté, dans le département de la Haute-Saône, non loin du Territoire de Belfort et du Doubs.

### Topographie

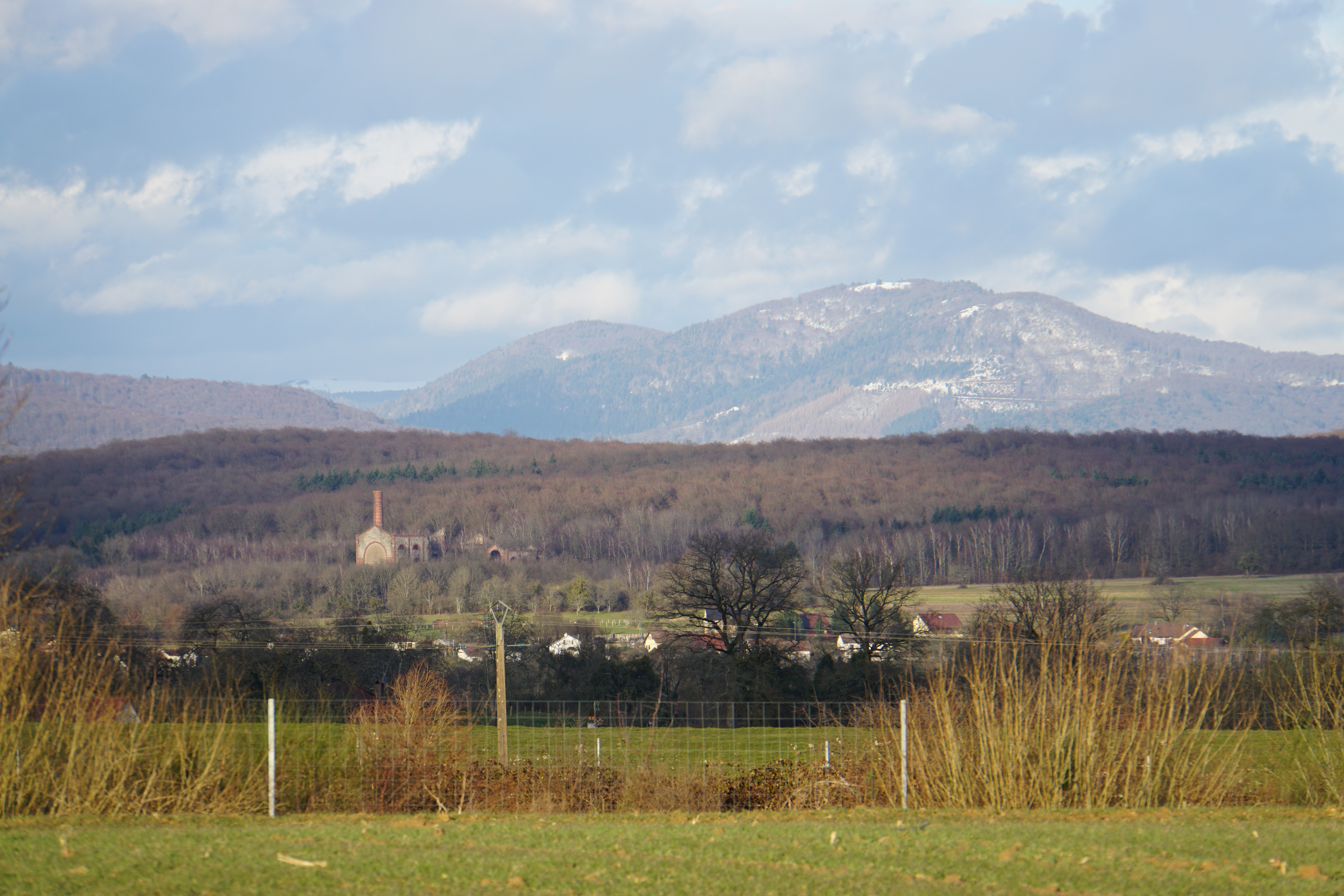
Les Vosges (Planche des Belles Filles) et le puits Arthur-de-Buyer visibles depuis les hauteurs du village.

La superficie de la commune est de 449 hectares ; son altitude varie de 293  à   375 mètres.
Parmi les 449 hectares du territoire de la commune, 171 sont boisés dont 163 de bois communal. Le terrain est plat avec au centre une cuvette allongée. Le village s'est installé sur un territoire caractérisé par la présence de vastes plaines vallonnées.[réf. nécessaire]
Le territoire communal est situé dans une plaine avec quelques petites collines arrondies et aplaties.

### Géologie
Lyoffans est construite sur le plateau de Haute-Saône dans la dépression sous-vosgienne et s'appuie sur le versant méridional du massif des Vosges. Le territoire communal repose sur le bassin houiller stéphanien sous-vosgien.

### Hydrographie

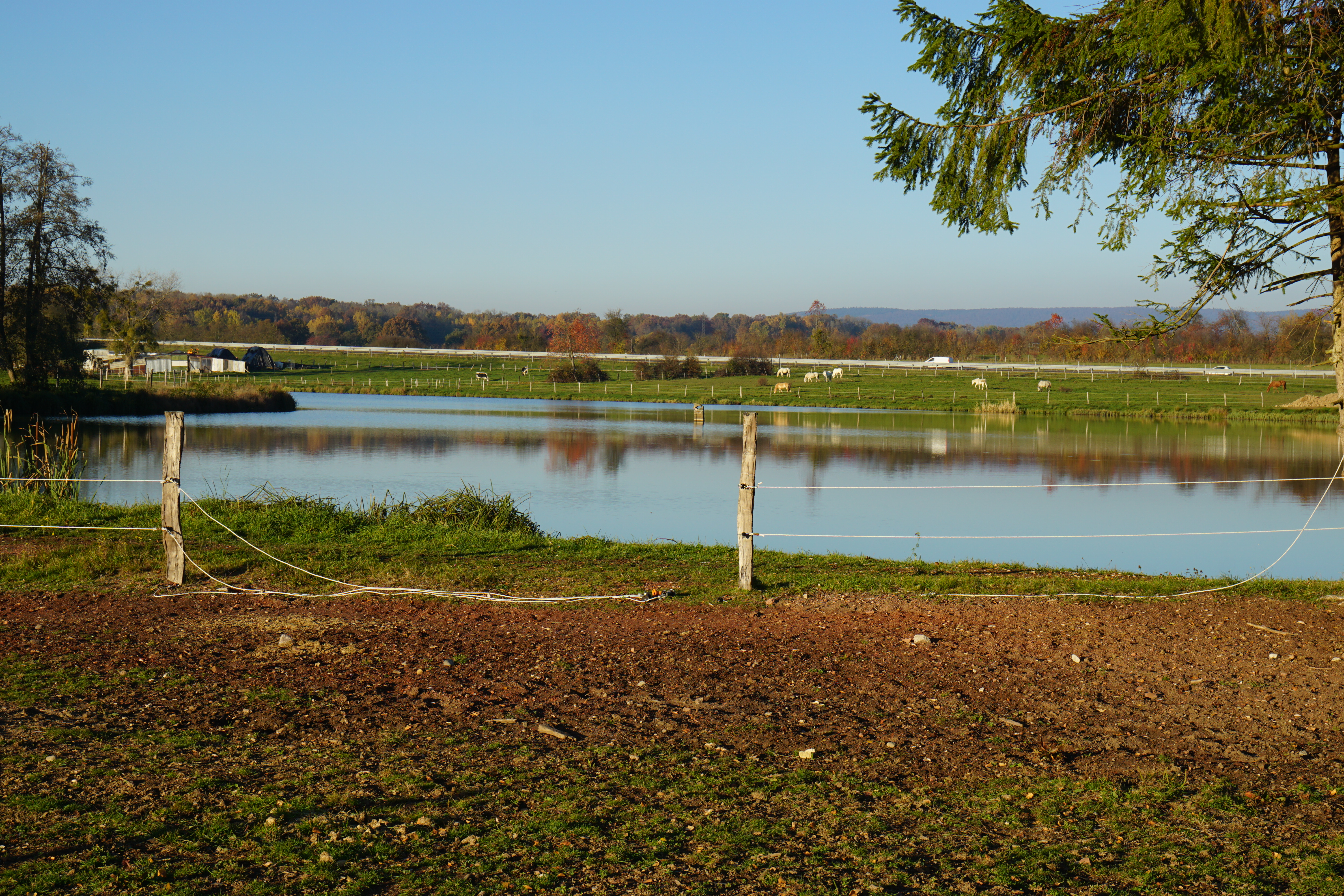
Plan d'eau près du centre équestre et de la voie rapide.

Deux rivières fusionnent dans l'ouest. Il s'agit de la Clairegoutte - ou Béchotte - un ruisseau qui prend sa source dans la source dans la forêt du Chérimont, à l'est de Clairegoutte et le Rognon qui vient de l'est.
L'étang de Chaudoz, situé à l'est du village, sur le banc communal, a fait l'objet d'un classement en ZNIEFF de 2e génération. Cette zone humide est habitée par des espèces d’intérêt patrimonial telles que le phragmite des joncs, le tarier des prés, le vanneau huppé, pour les oiseaux et une fougère aquatique (la marsilée à quatre feuilles) dont l’étang est l’unique station connue pour la Haute-Saône. Le  lézard des souches (reptile protégé) fréquente également ce milieu.

### Climat
Pour des articles plus généraux, voir Climat de la Bourgogne-Franche-Comté et Climat de la Haute-Saône.
En 2010, le climat de la commune est de type climat de montagne, selon une étude du Centre national de la recherche scientifique s'appuyant sur une série de données couvrant la période 1971-2000. En 2020, Météo-France publie une typologie des climats de la France métropolitaine dans laquelle la commune est exposée à un climat semi-continental et est dans la région climatique  Lorraine, plateau de Langres, Morvan, caractérisée par un hiver rude (1,5 °C), des vents modérés et des brouillards fréquents en automne et hiver. 
Pour la période 1971-2000, la température annuelle moyenne est de 10,1 °C, avec une amplitude thermique annuelle de 17,2 °C. Le cumul annuel moyen de précipitations est de 1 229 mm, avec 12,8 jours de précipitations en janvier et 10,3 jours en juillet. Pour la période 1991-2020, la température moyenne annuelle observée sur la station météorologique de Météo-France la plus proche, « Étobon », sur la commune d'Étobon à 7 km à vol d'oiseau, est de 10,7 °C et le cumul annuel moyen de précipitations est de 1 272,5 mm. 
La température maximale relevée sur cette station est de 38,5 °C, atteinte le 24 juillet 2019 ; la température minimale est de −18 °C, atteinte le 1er mars 2005,,. 
Les paramètres climatiques de la commune ont été estimés pour le milieu du siècle (2041-2070) selon différents scénarios d'émission de gaz à effet de serre à partir des nouvelles projections climatiques de référence DRIAS-2020. Ils sont consultables sur un site dédié publié par Météo-France en novembre 2022.

## Urbanisme

### Typologie
Au 1er janvier 2024, Lyoffans est catégorisée commune rurale à habitat dispersé, selon la nouvelle grille communale de densité à sept niveaux définie par l'Insee en 2022.
Elle est située hors unité urbaine. Par ailleurs la commune fait partie de l'aire d'attraction de Lure, dont elle est une commune de la couronne,. Cette aire, qui regroupe 33 communes, est catégorisée dans les aires de moins de 50 000 habitants,.

### Occupation des sols
L'occupation des sols de la commune, telle qu'elle ressort de la base de données européenne d’occupation biophysique des sols Corine Land Cover (CLC), est marquée par l'importance des territoires agricoles (52,5 % en 2018), en diminution par rapport à 1990 (53,7 %). La répartition détaillée en 2018 est la suivante : 
forêts (34,3 %), zones agricoles hétérogènes (28,3 %), terres arables (15,7 %), prairies (8,5 %), zones industrielles ou commerciales et réseaux de communication (6,6 %), zones urbanisées (6,5 %). L'évolution de l’occupation des sols de la commune et de ses infrastructures peut être observée sur les différentes représentations cartographiques du territoire : la carte de Cassini (XVIIIe siècle), la carte d'état-major (1820-1866) et les cartes ou photos aériennes de l'IGN pour la période actuelle (1950 à aujourd'hui).

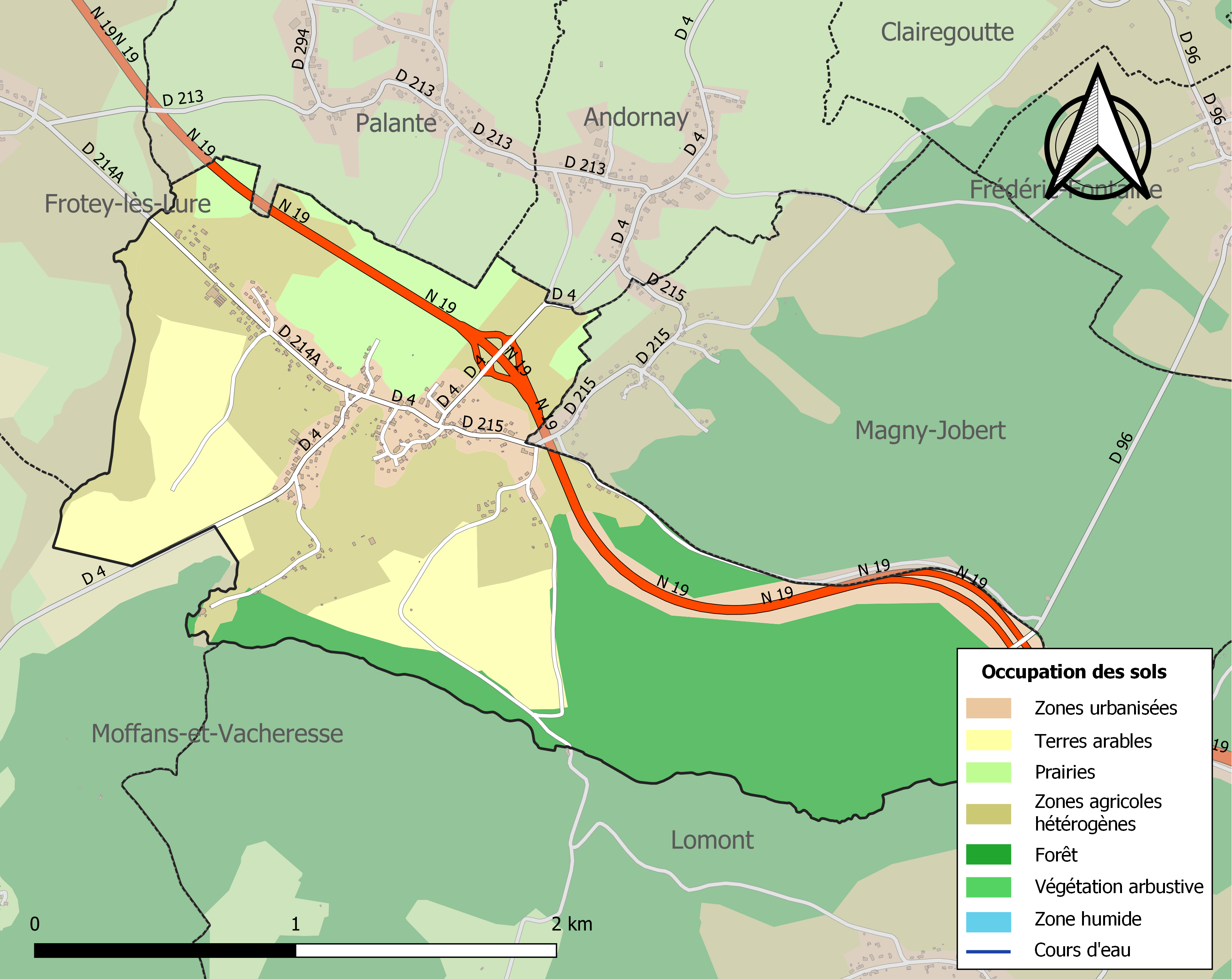
Carte des infrastructures et de l'occupation des sols de la commune en 2018 (CLC).

### Projet d'aménagement et paysage
La commune fait partie du plan local d'urbanisme intercommunal (PLUi) de la communauté de communes du pays de Lure (CCPL), document d'urbanisme de référence pour la commune et toute l'intercommunalité approuvé le 26 juin 2018. Lyoffans fait également partie du SCOT du pays des Vosges saônoises, un projet de territoire visant à mettre en cohérence l'ensemble des politiques sectorielles, notamment en matière d’habitat, de mobilité, d’aménagement commercial, d’environnement et de paysage.

### Voies de communication et transports

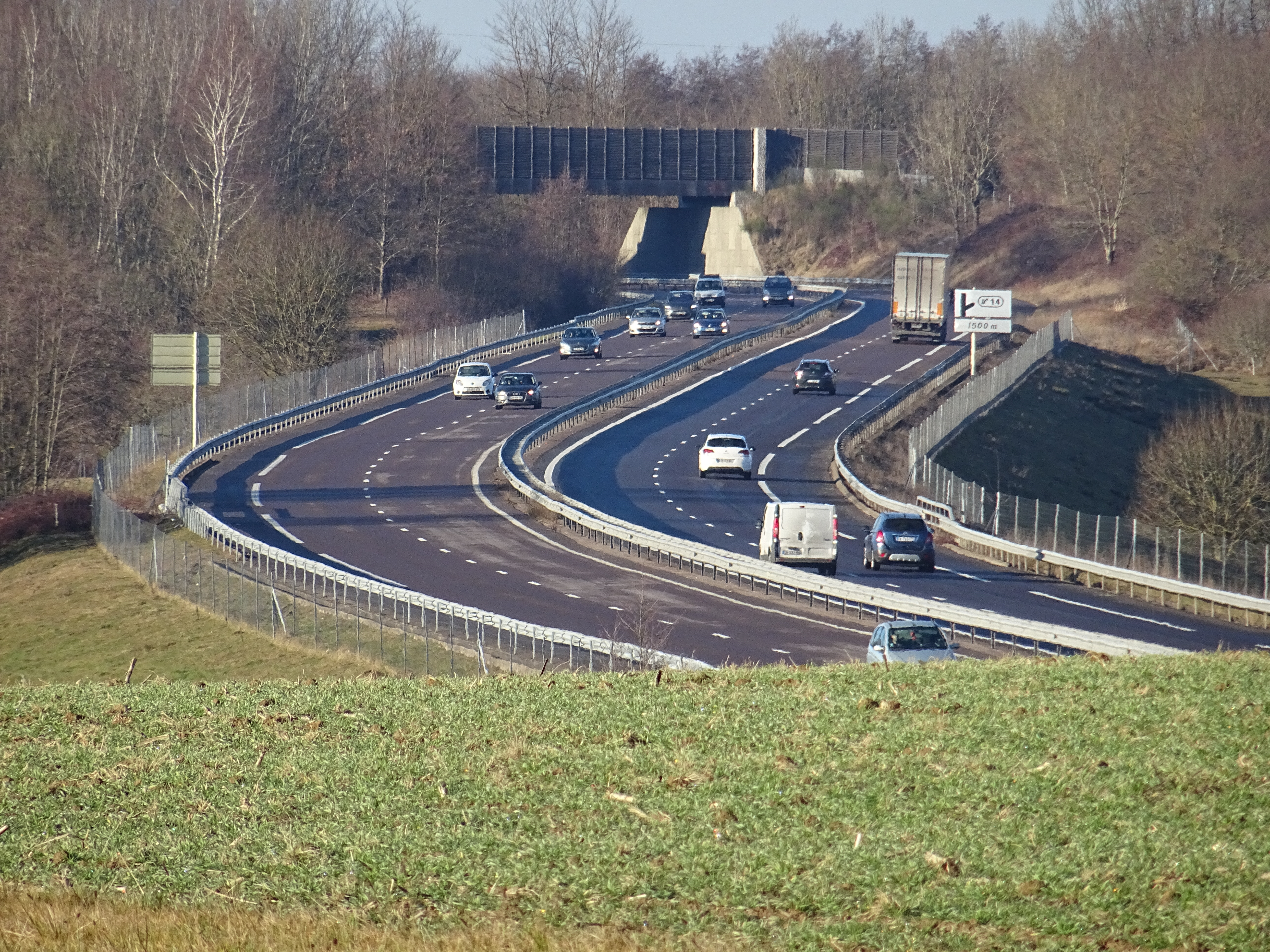
La RN 19 passant au nord de la commune.

Lyoffans est un village rural, mais dispose d'un échangeur avec la RN 19 (double-voie expresse E54) qui établit une connexion entre Lure-Vesoul-Luxeuil et la conurbation de Belfort-Héricourt-Montbéliard, ce qui permet une offre de transport hors de la commune.

## Toponymie

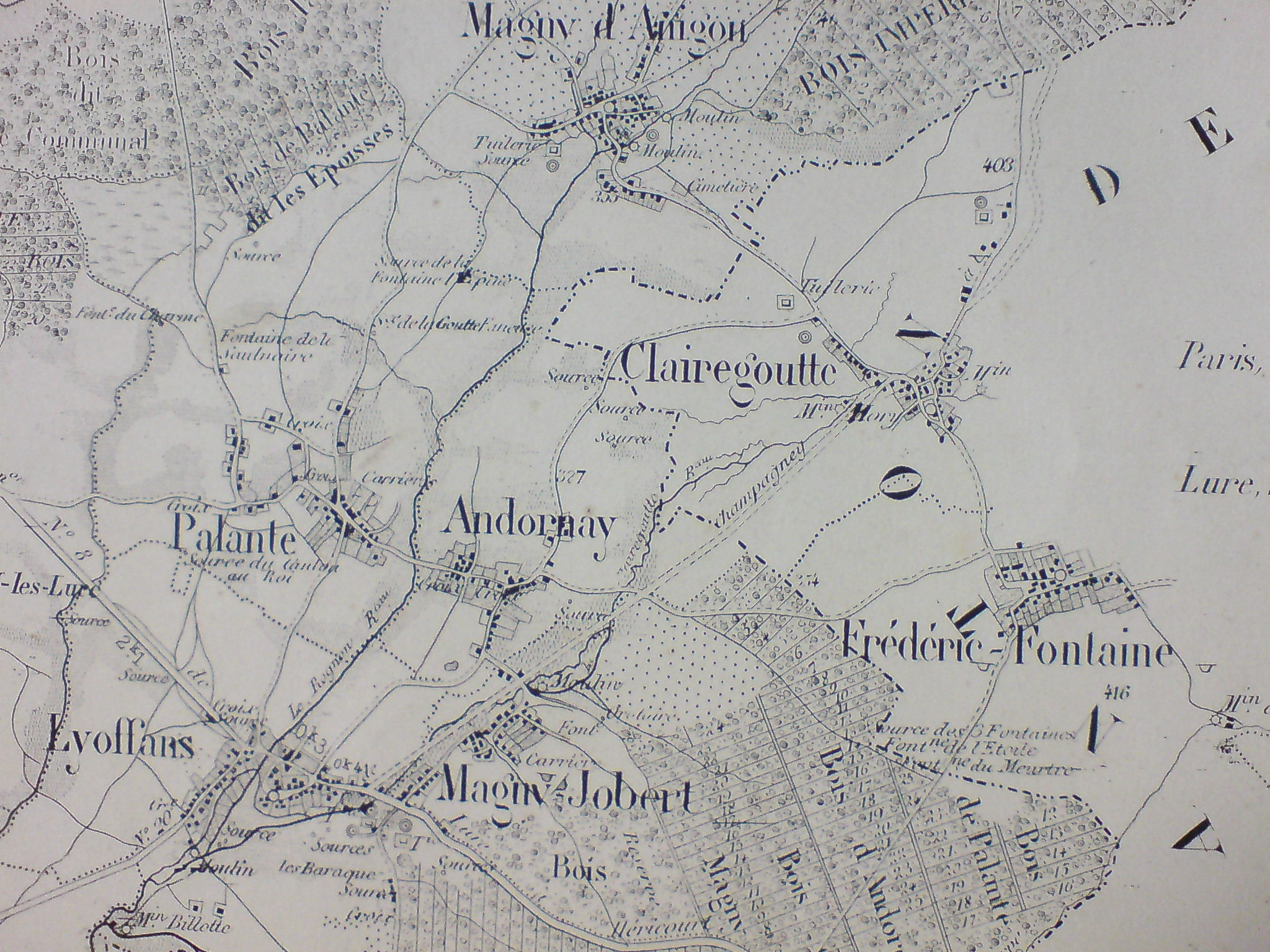
Lyoffans sur l'atlas cantonal des communes de Haute-Saône, en 1858.

Le nom de la localité est attesté sous diverses formes depuis le Moyen Âge. On peut citer Lofens en 1178, Liofens en 1275, puis avec une graphie similaire Lipffans en 1424 et enfin dès 1547, sous le nom actuel de Lyoffans. En patois local, on prononce « Yeufan » [iœfɑ̃].
Deux hypothèses coexistent pour l'origine de ce toponyme : il pourrait être issu d'un anthroponyme d'origine germanique, très certainement Laidiffus ou Leolf employé avec le suffixe -ingen, romanisé en -ingos. La seconde hypothèse serait que Lyoffans proviendrait du celte lliaus, signifiant abondance.

## Histoire
En 1178, le pape Alexandre III cite l'église de Lyoffans dans une de ses bulles comme appartenant aux abbés de Lure, le village étant à cette époque sous l'autorité des barons de Granges.
En 1378, la mairie du lieu passe à l'abbaye de Lure mais les seigneurs locaux (le barons de Granges, les seigneurs d'Auxelles, de Melisey et de Lomont) conservent certains droits qui feront l'objet de contrats avec l'abbaye, et de procès jusqu'à la fin de l'ancien régime. En 1678, avec la conquête française, les princes abbés de Lyoffans perdent une partie de leurs prérogatives, dont celle de rendre la justice, au profit du bailliage de Besançon.
Une branche cadette de la famille de verriers Schmid, originaire de Soleure, s'installe dans la commune au début du XVIIIe siècle et y exploite une verrerie en 1707. À cette époque, les verriers sont très mobiles car leurs ateliers dépendent jusqu'à la fin du XVIIIème siècle de la possibilité de se procurer de grandes quantités de bois de chauffage pour alimenter les fours. Cette industrie n'existe plus en 1866 lorsque L. Suchaux publie son dictionnaire des communes, en revanche, le village compte trois moulins, deux huileries, trois tuileries, une carrière de calcaire et une autre de grès. Il compte également de nombreux mineurs travaillant aux houillères de Ronchamp entre le XIXe siècle et le XXe siècle. Il fait alors partie du territoire du bassin minier. Les mineurs du village travaillent essentiellement au puits Arthur-de-Buyer et au puits du Magny.
Après le creusement d'un sondage positif à Lomont, une concession de 2 336 ha, incluant le territoire communal, est accordée à la société de recherche de houille entre Montbéliard et Villersexel en 1904 pour l'exploitation d'un gisement de houille se prolongeant au sud du puits Arthur-de-Buyer, exploité par les houillères de Ronchamp. Mais il n'y eut aucune extraction de charbon. Un autre sondage est établi sur la commune, il n'a pas rencontré ce gisement,.
Le 25 septembre 1944, le village est libéré par le 4e bataillon de la 1re DFL après d'âpres combats, les troupes SS qui occupaient le site s'étant retranchées dans une ferme et dans le cimetière communal situé au nord de la commune.

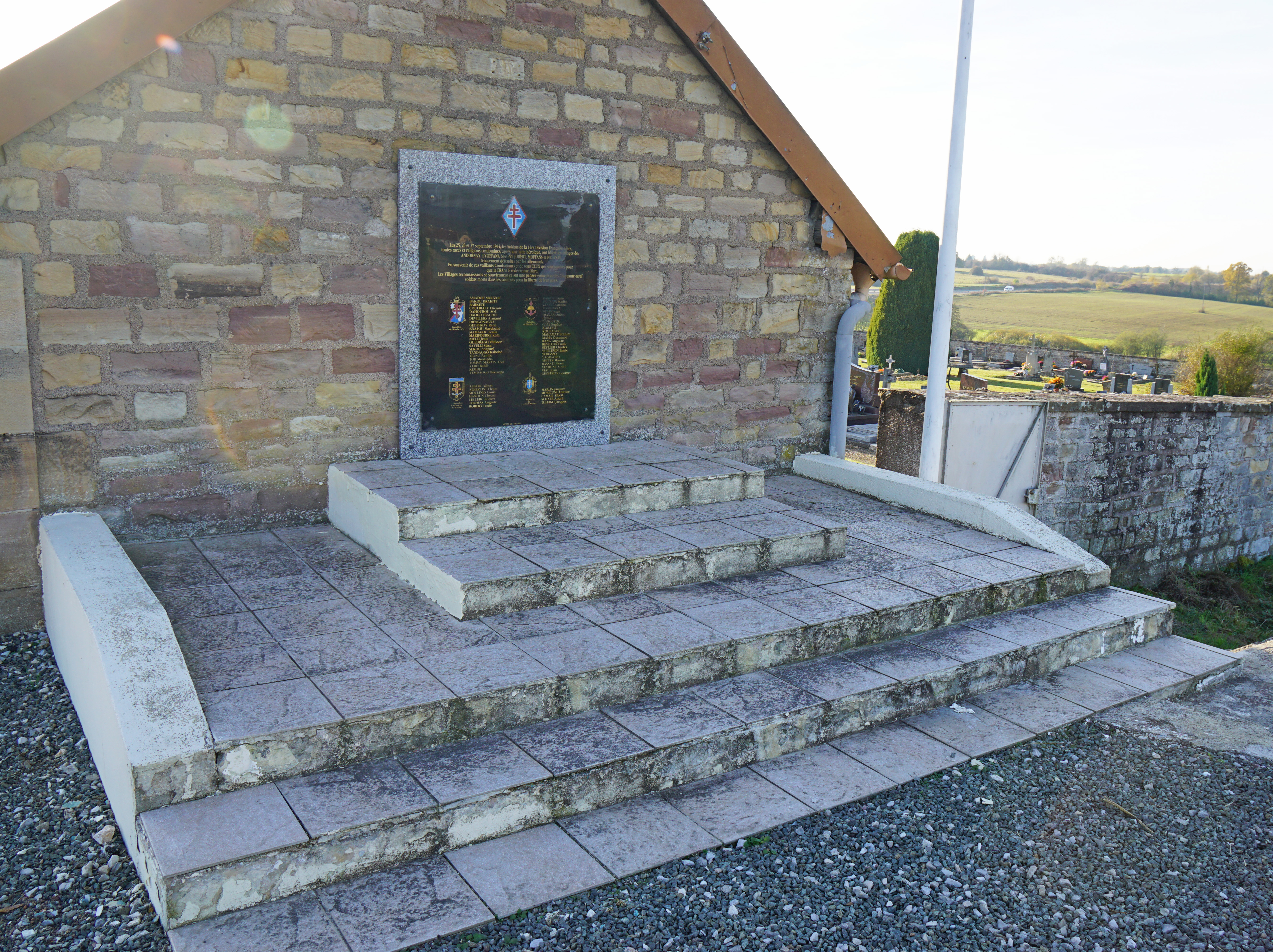
Stèle de la Libération.
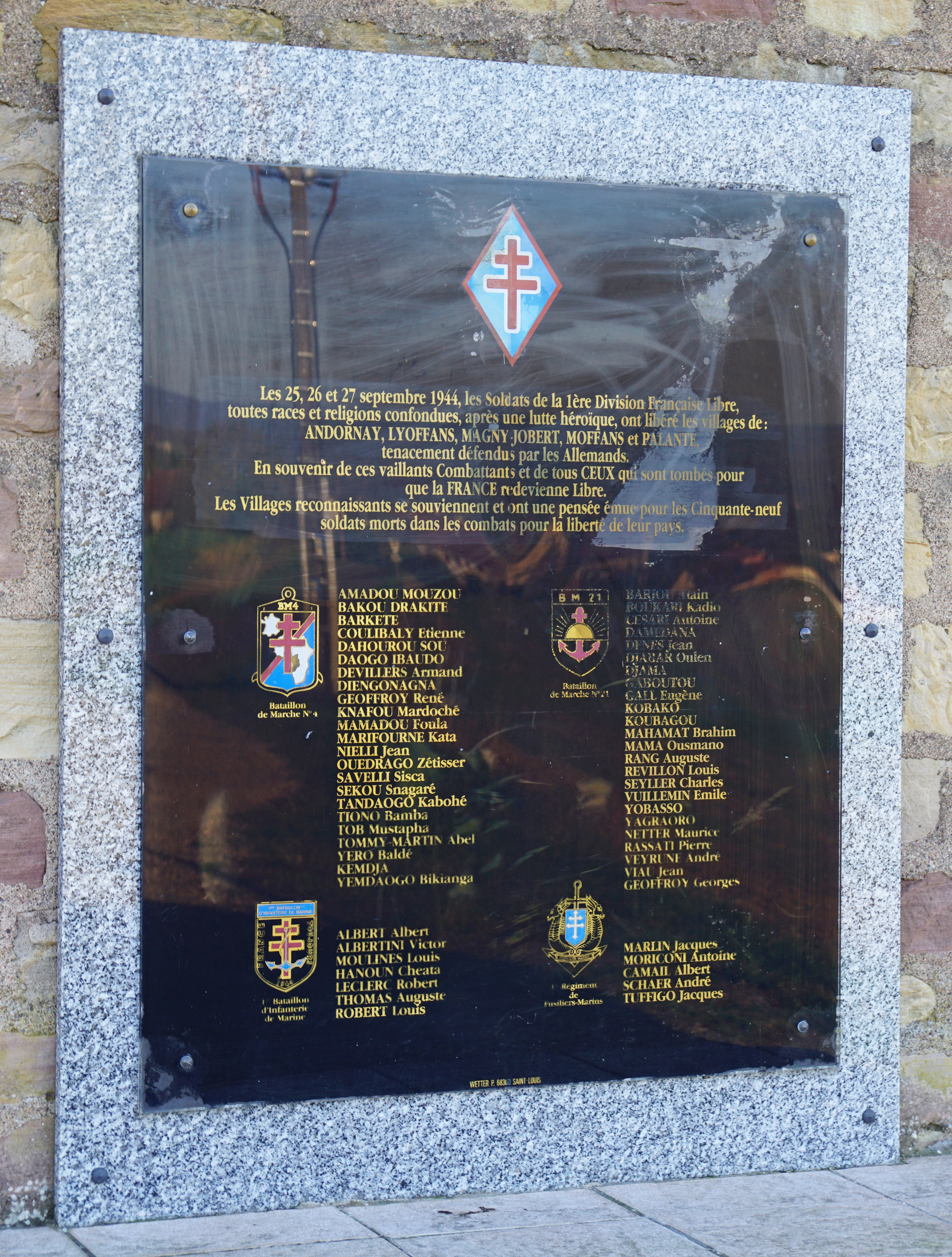

## Politique et administration

### Rattachements administratifs et électoraux

Carte départementale représentant en rouge la communauté de communes du Pays de Lure.

La commune fait partie de l'arrondissement de Lure du département de la Haute-Saône. Pour l'élection des députés, elle fait partie de la deuxième circonscription de la Haute-Saône.
Elle faisait partie de 1801 à 1985 du canton de Lure. Celui-ci a été scindé par le décret du 31 janvier 1985 et la commune rattachée au canton de Lure-Sud. Dans le cadre du redécoupage cantonal de 2014 en France, la commune fait désormais partie du canton de Lure-2.
La commune de Lyoffans fait partie du ressort du tribunal de proximité, du conseil de prud'hommes et du tribunal paritaire des baux ruraux de Lure, du tribunal judiciaire, du tribunal de commerce et de la cour d'assises de Vesoul et de la cour d'appel de Besançon.
Dans l'ordre administratif, elle relève du tribunal administratif de Besançon et de la cour administrative d'appel de Nancy,.

### Intercommunalité
Le village fait partie de la communauté de communes du Pays de Lure, intercommunalité créée en 1998.

### Liste des maires

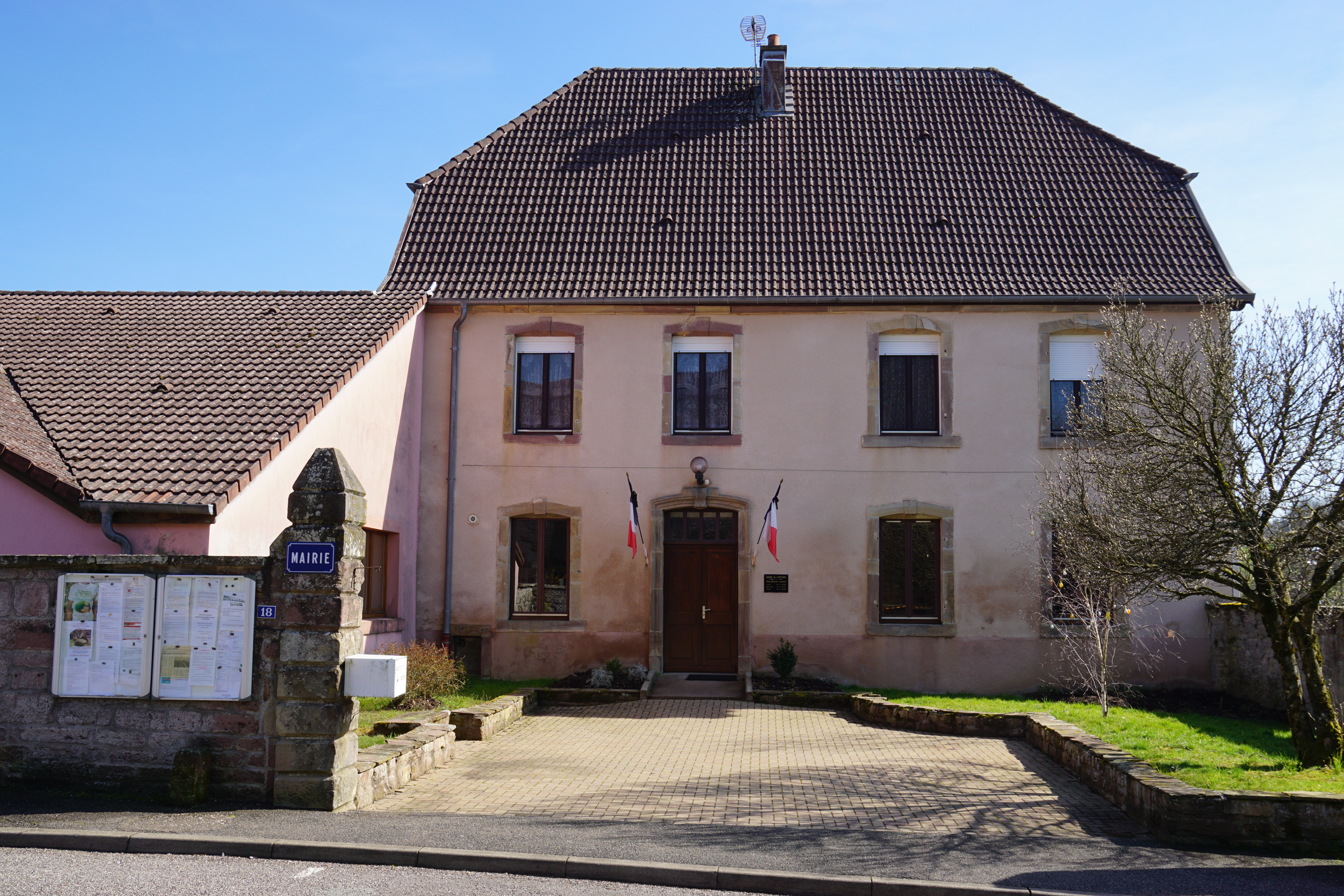
La mairie.

| Période      | Période                       | Identité          | Étiquette | Qualité                        |
| ------------ | ----------------------------- | ----------------- | --------- | ------------------------------ |
| mars 1977    | mars 2008                     | Jacques Rodrigues | PS        |                                |
| mars 2008    | juillet 2020                  | Frédéric Mougin   | DVG       | Réélu pour le mandat 2014-2020 |
| juillet 2020 | En cours (au 05 juillet 2020) | Laurent Demonet   | LR        |                                |

### Politique environnementale
La commune a obtenu une fleur au concours des villes et villages fleuris en 1997 et espère obtenir une seconde fleur.

## Population et société

### Évolutions démographiques
En 2022, la commune de Lyoffans comptait 443 habitants. À partir du XXIe siècle, les recensements réels des communes de moins de 10 000 habitants ont lieu tous les cinq ans. Les autres « recensements » sont des estimations.
| 1793 | 1800 | 1806 | 1821 | 1831 | 1836 | 1841 | 1846 | 1851 |
| ---- | ---- | ---- | ---- | ---- | ---- | ---- | ---- | ---- |
| 305  | 347  | 356  | 425  | 482  | 446  | 461  | 467  | 460  |

| 1856 | 1861 | 1866 | 1872 | 1876 | 1881 | 1886 | 1891 | 1896 |
| ---- | ---- | ---- | ---- | ---- | ---- | ---- | ---- | ---- |
| 389  | 425  | 436  | 403  | 386  | 372  | 369  | 336  | 306  |

| 1901 | 1906 | 1911 | 1921 | 1926 | 1931 | 1936 | 1946 | 1954 |
| ---- | ---- | ---- | ---- | ---- | ---- | ---- | ---- | ---- |
| 301  | 310  | 293  | 257  | 244  | 246  | 222  | 209  | 222  |

| 1962 | 1968 | 1975 | 1982 | 1990 | 1999 | 2006 | 2011 | 2016 |
| ---- | ---- | ---- | ---- | ---- | ---- | ---- | ---- | ---- |
| 307  | 331  | 380  | 359  | 334  | 331  | 371  | 403  | 380  |

| 2021 | 2022 | - | - | - | - | - | - | - |
| ---- | ---- | - | - | - | - | - | - | - |
| 427  | 443  | - | - | - | - | - | - | - |

### Enseignement
De manière générale, Lyoffans dépend de l'académie de Besançon. Les enfants de Lyoffans sont scolarisés au Pôle éducatif de Roye/Lyoffans.
Pour les niveaux de scolarisation des collégiens et des lycéens, le collège Albert-Jacquard de Lure et le lycée G.-Colomb de Lure seront les établissements privilégiés.

### Santé
Depuis avril 2015, la commune de Lyoffans est pourvue d'un médecin généraliste.
L'hôpital le plus proche étant celui de Lure, dont plusieurs services ont fermés au profit de celui de Vesoul ou de l'hôpital Nord Franche-Comté, implanté à mi-chemin entre Belfort et Montbéliard, à Trévenans.

### Services
Hormis les services assurés par la mairie et une caserne de pompier, la commune n'a aucun service public sur son territoire. L'ensemble des services publics sont disponibles à Lure, qui concentre le Pôle emploi, EDF, les impôts, la justice ou la bibliothèque, médiathèque et espace culturels.

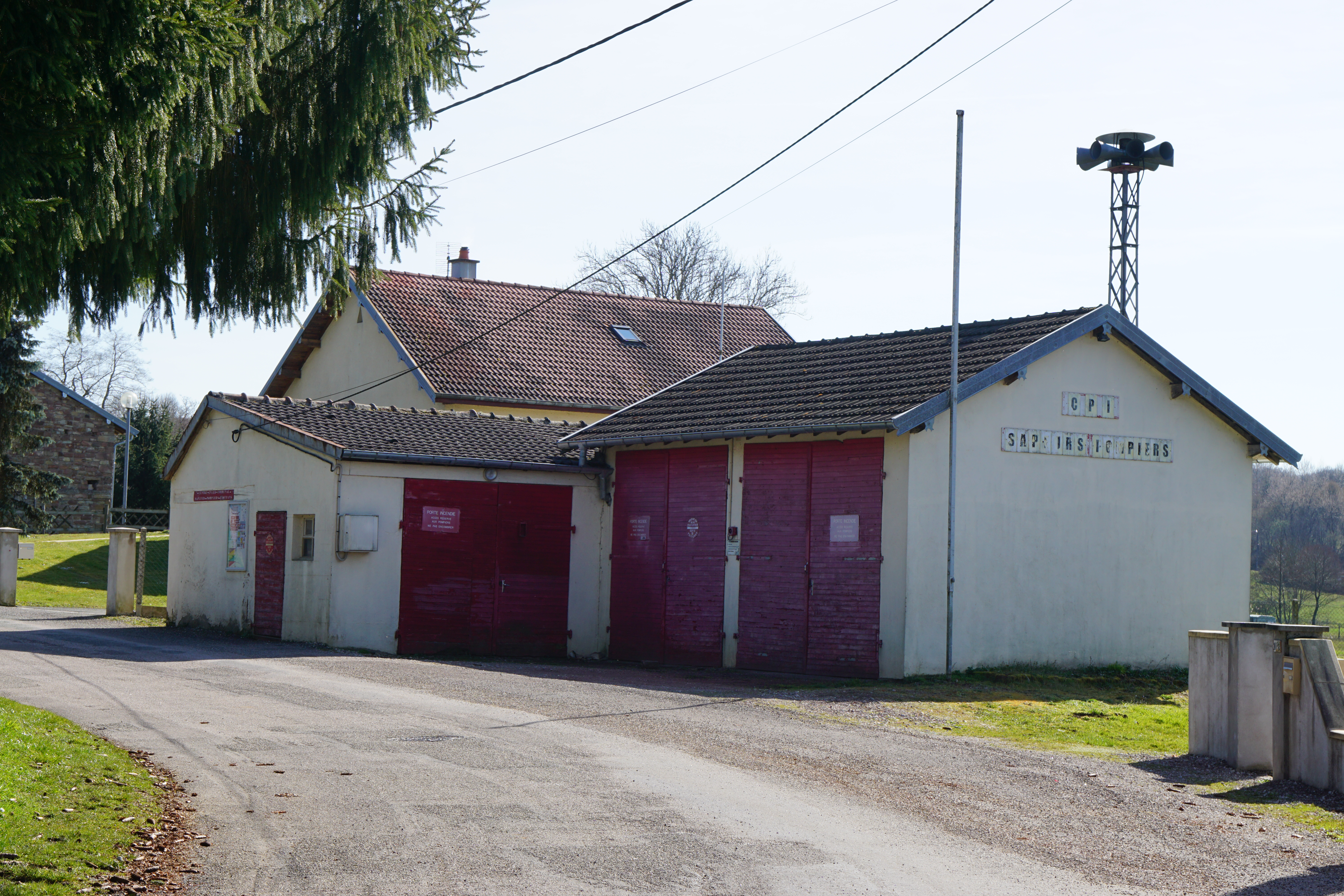
La caserne de pompier.
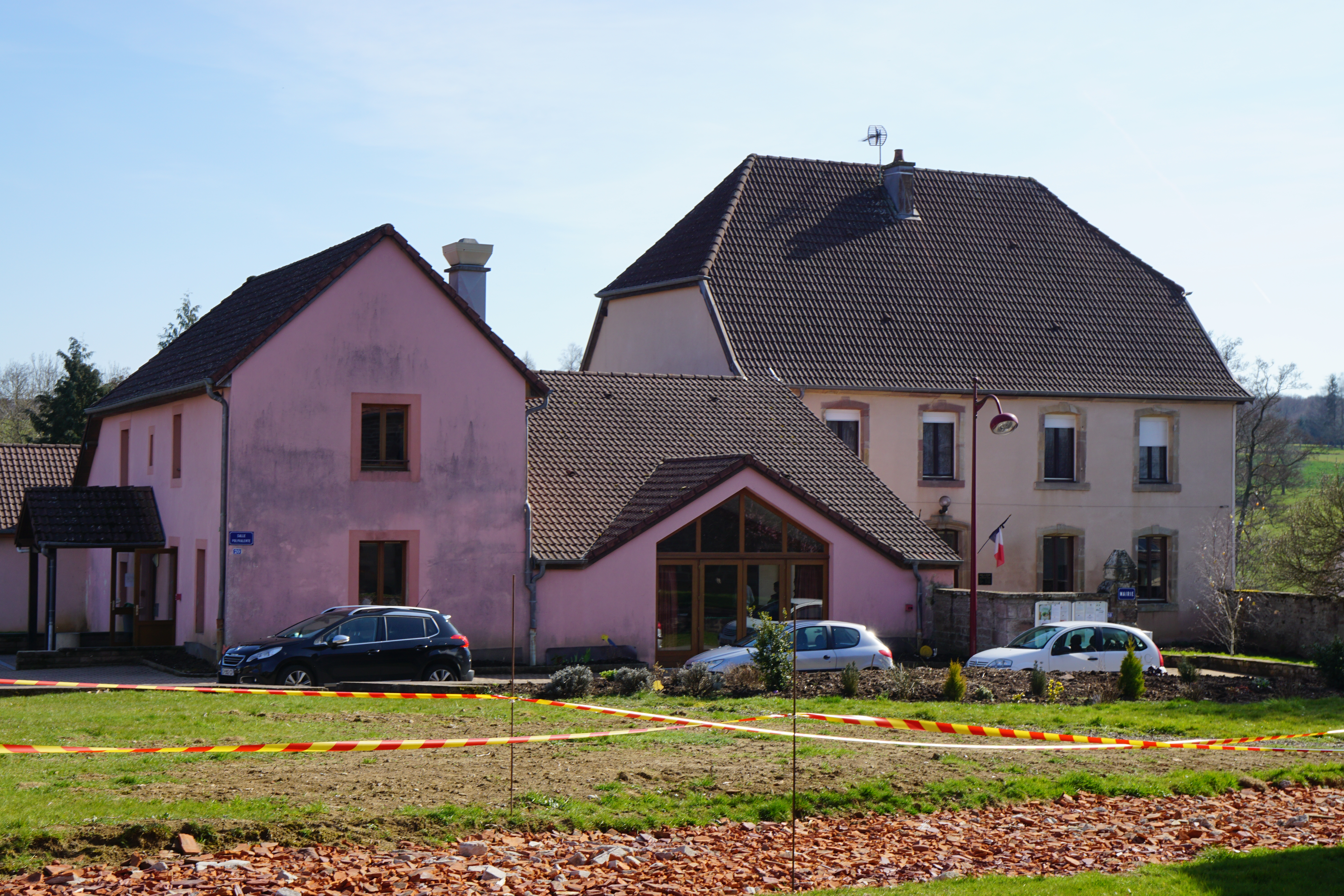
La salle des fêtes et la mairie.

### Cultes

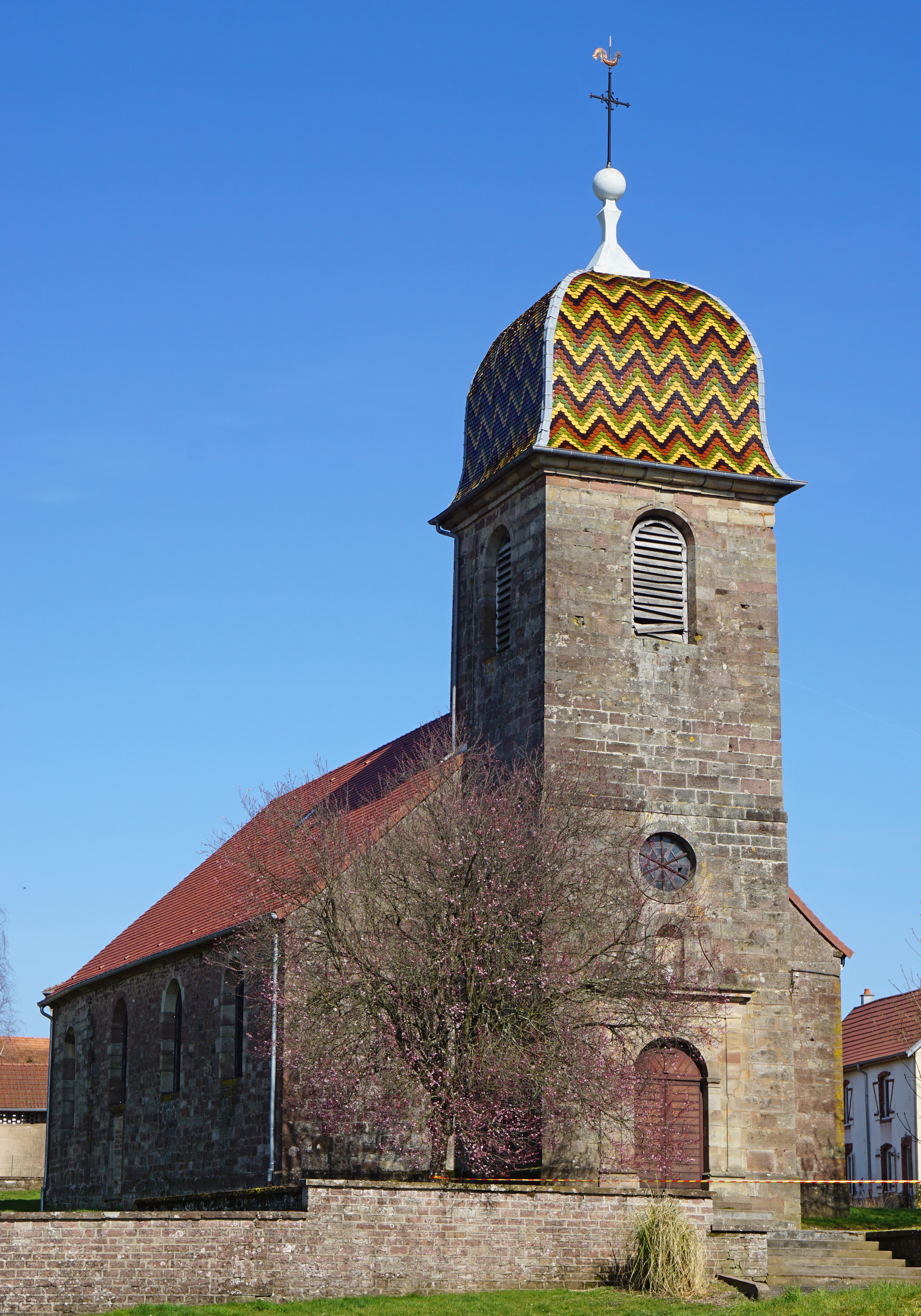
Église saint-Martin.

Lyoffans est rattachée à l'unité pastorale d'Athesans-Moffans, faisant partie du doyenné de Lure, qui dépend de l'archidiocèse de Besançon.
Le village dispose d'une église catholique dédiée à saint Martin de Tours.

## Économie
Le village dépendant économiquement des deux centres urbains de Lure et de l'agglomération d'Héricourt-Montbéliard. Ces deux pôles offrent de nombreux emplois et sont rapidement accessibles par la double-voie expresse E 54 passant dans ces axes à proximité de Lyoffans.

## Culture locale et patrimoine

### Lieux et monuments
En 1178, le pape Alexandre III cite l'église de Lyoffans dans une de ses bulles comme appartenant aux abbés de Lure.
L’église actuelle a été construite au XVIIIe siècle et agrandie en 1820 (ajout des 2 nefs latérales). Elle contient du mobilier plus ancien (sanctuaire ogival du XVIe siècle et bas-relief en bois du XVIIe siècle). Son clocher orné de chevrons est typique de la région. En 2015, d’importants travaux de réfection de toiture sont entrepris par les quatre communes qui ont en charge la conservation du monument (Andornay, Magny-Jobert et Palante et Lyoffans). Le Comité des fêtes du village lance un projet de financement participatif sur la plateforme Ulule pour collecter des fonds. La nouvelle toiture est inaugurée le 31 octobre 2016, en présence des élus locaux des différentes communes et du champion olympique d'équitation Karim Florent Lahouag.

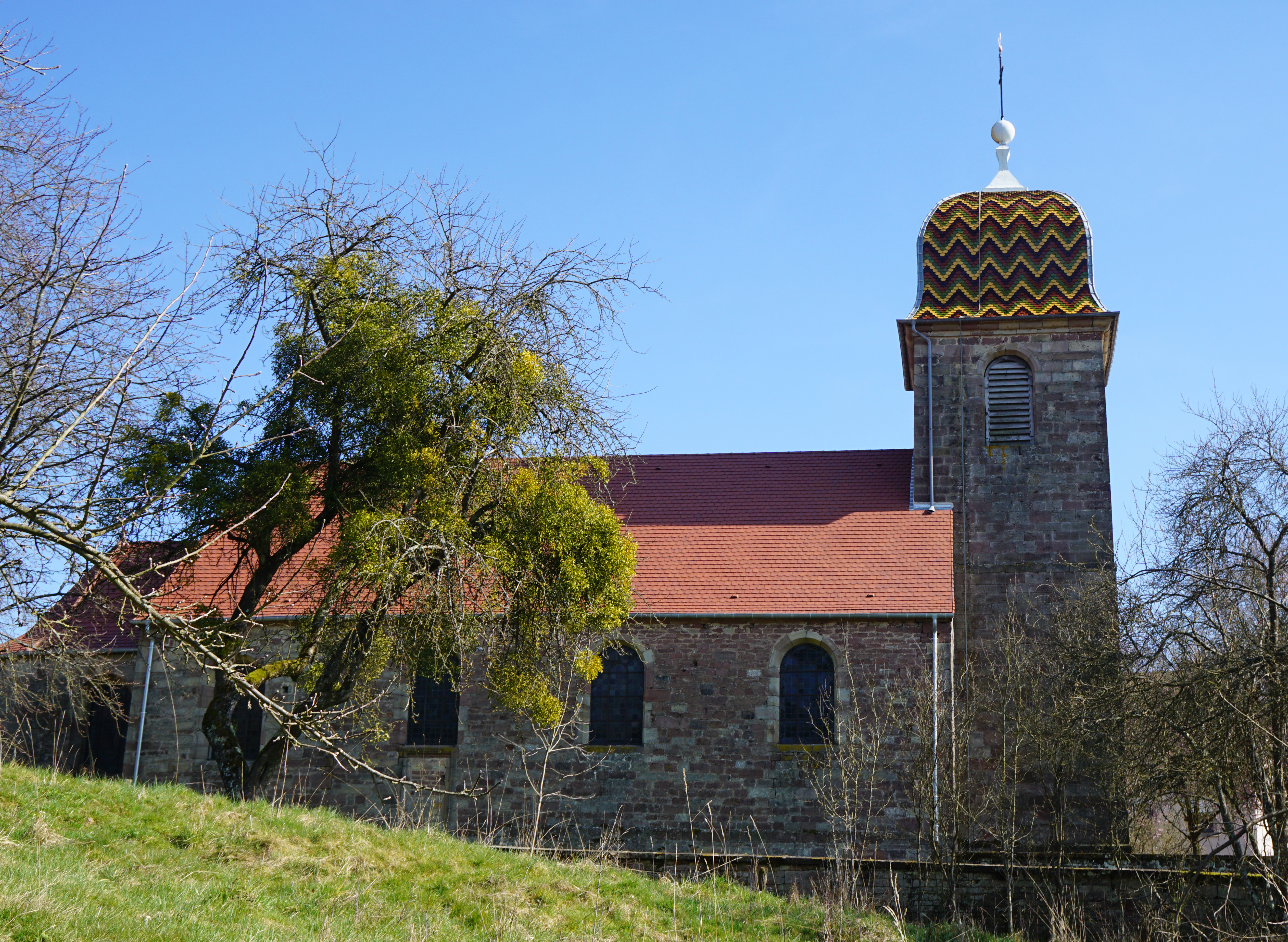
L'église restaurée.
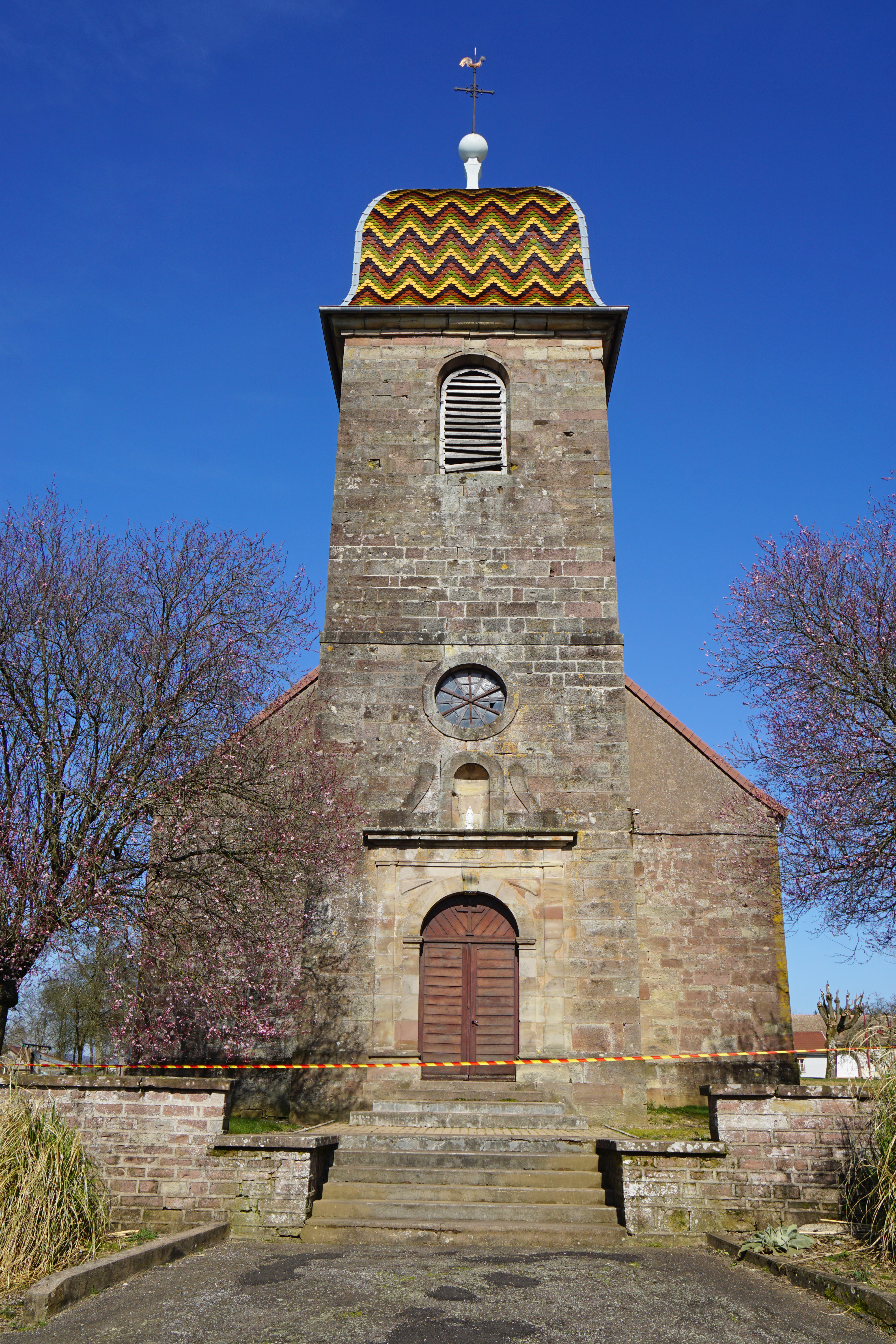
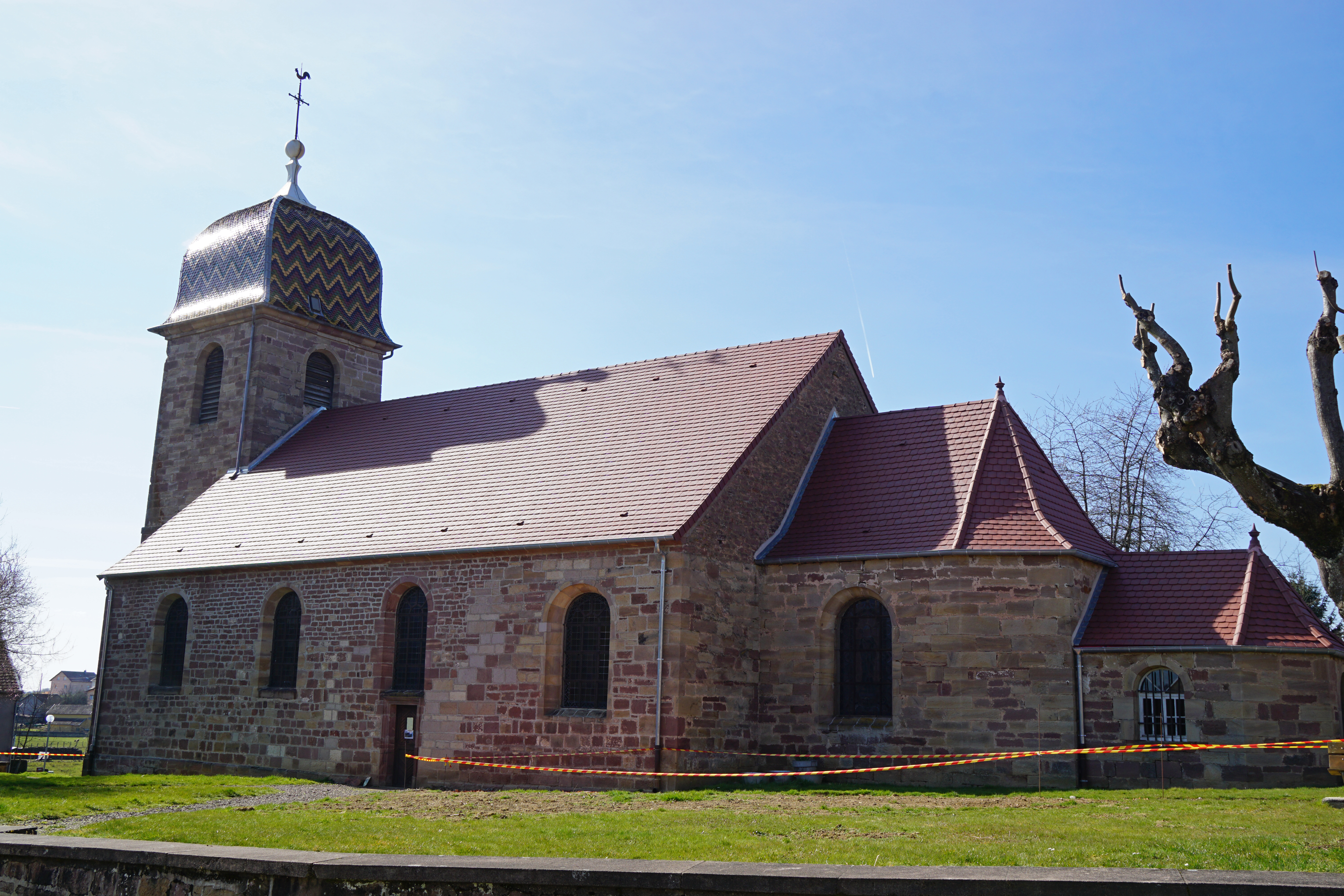

Une stèle, située à proximité du cimetière communal, commémore la libération des villages de Lyoffans, Andornay, Moffans, Palante et Magny-Jobert entre les 25 et 27 septembre 1944.
Le village compte également cinq fontaines, cinq lavoirs, d’anciennes fermes, un monument aux morts et deux centres équestres.
Il subsiste l'ancienne gare des chemins de fer vicinaux de la Haute-Saône.

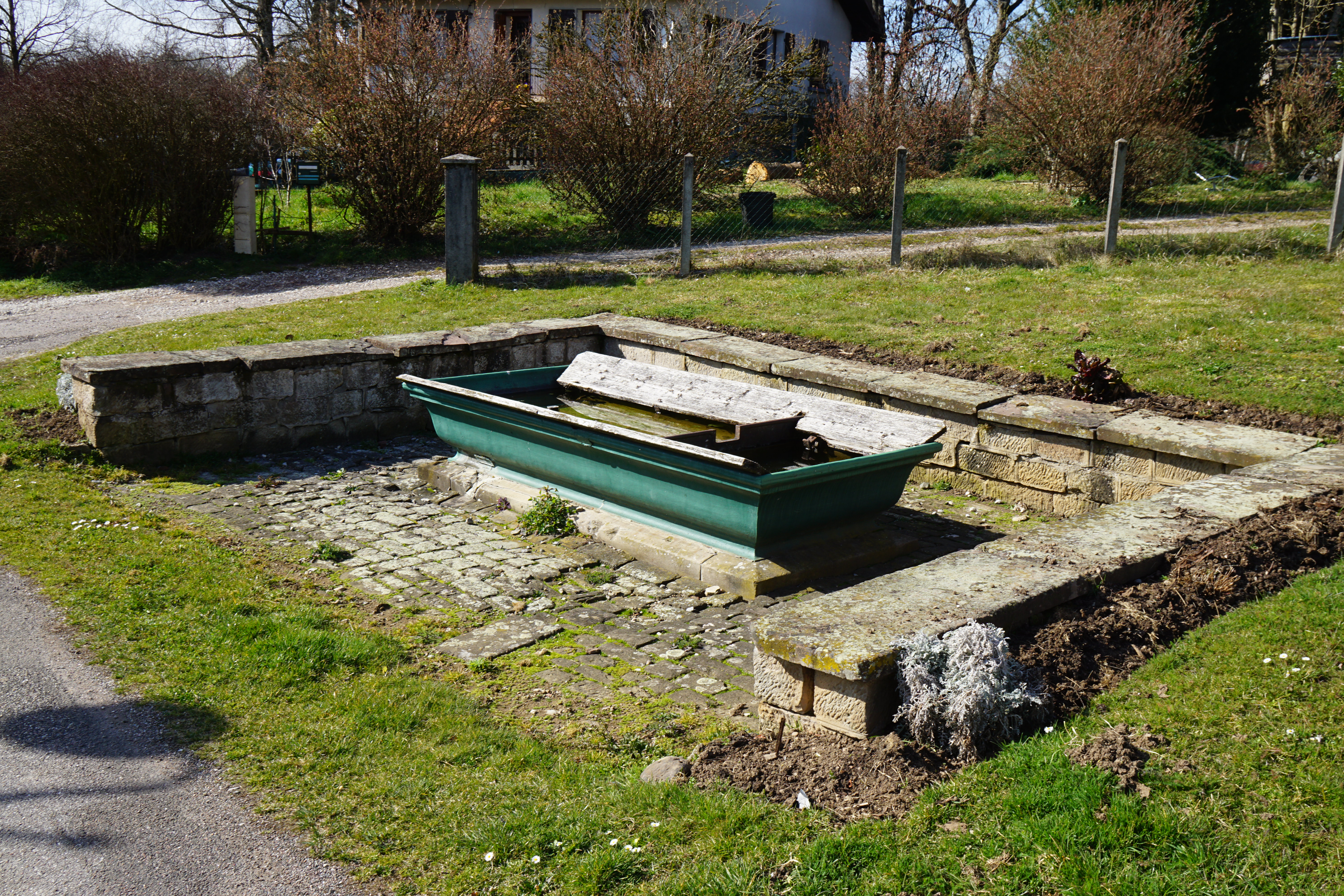
Lavoir.
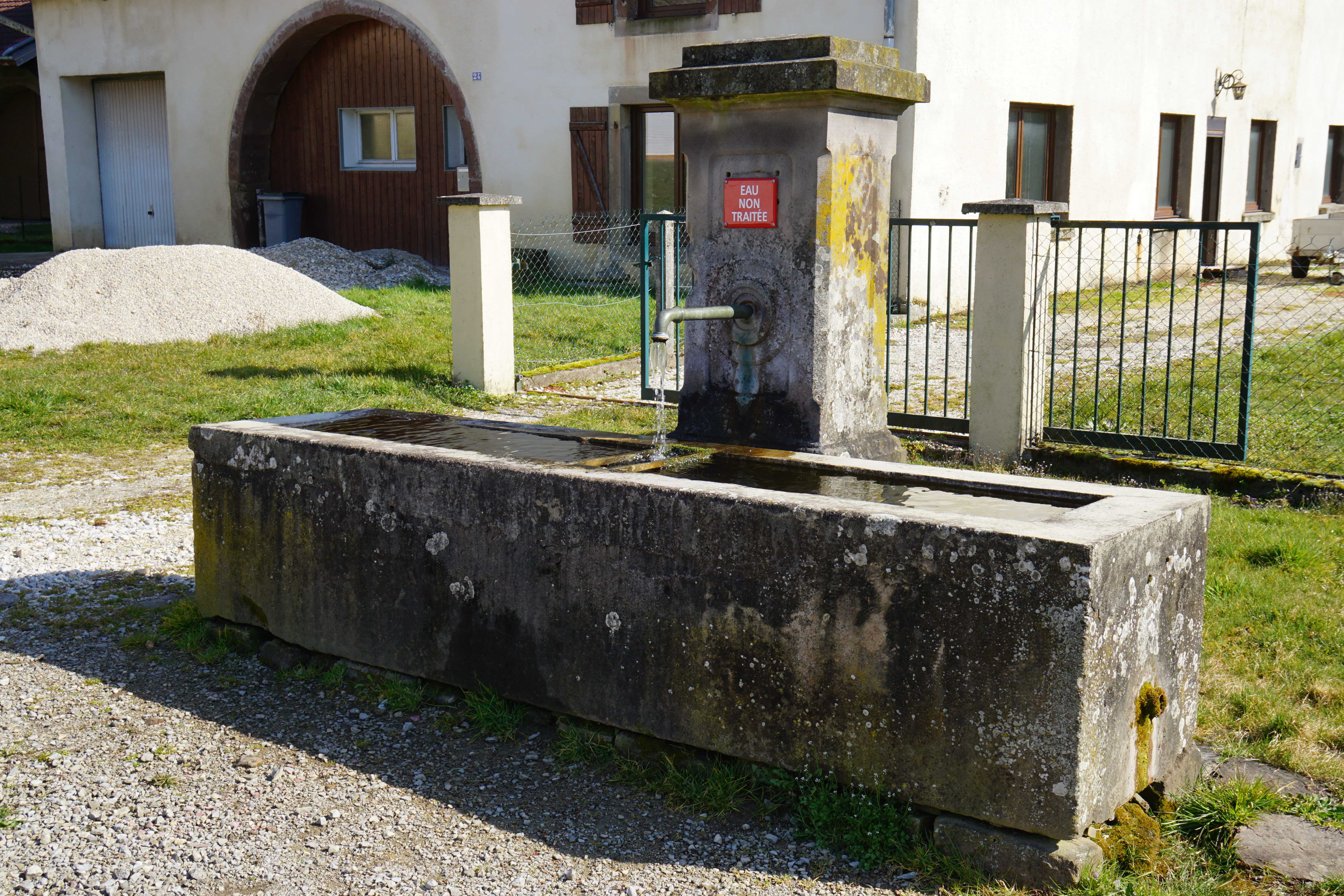
Fontaine.
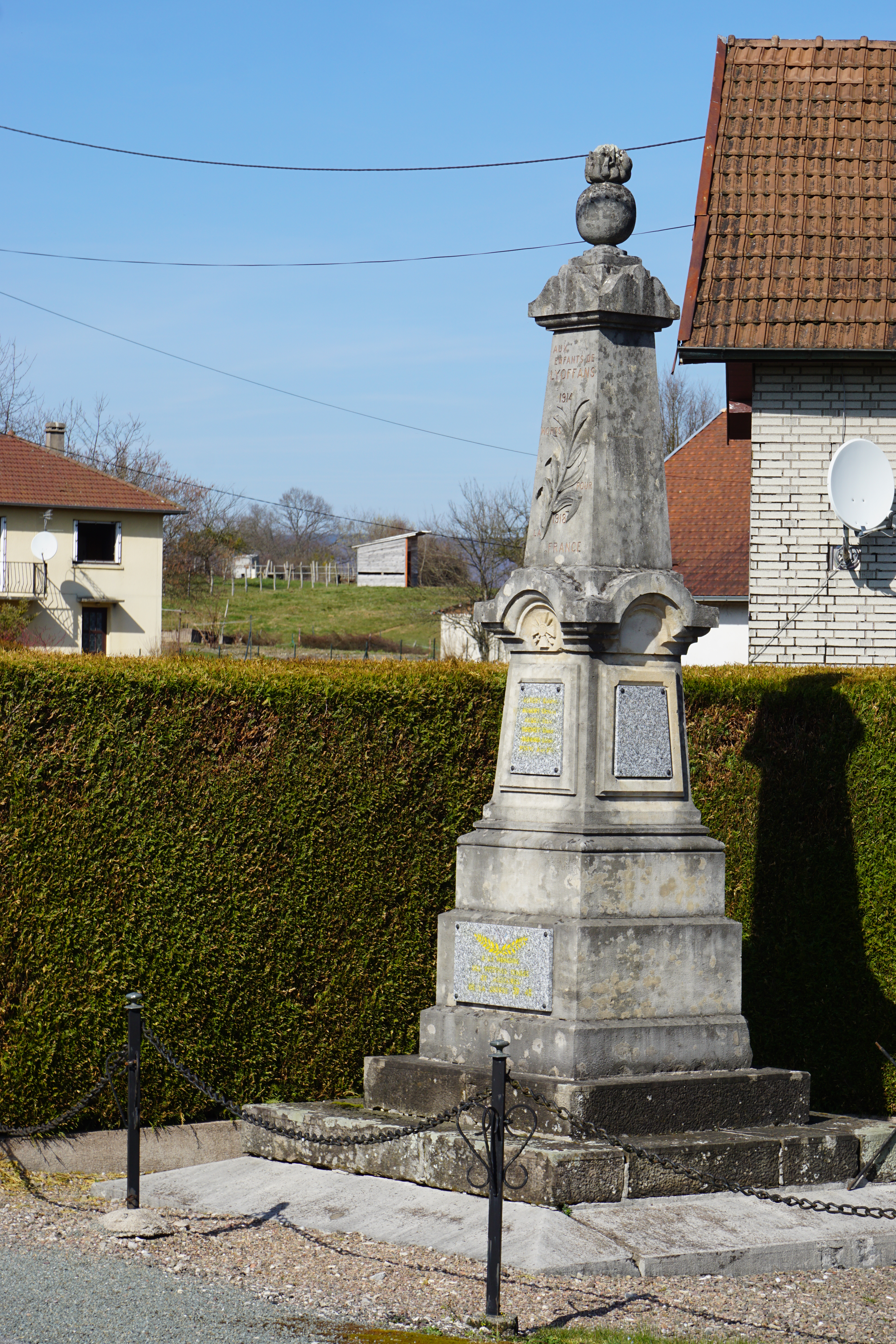
Monument aux morts.
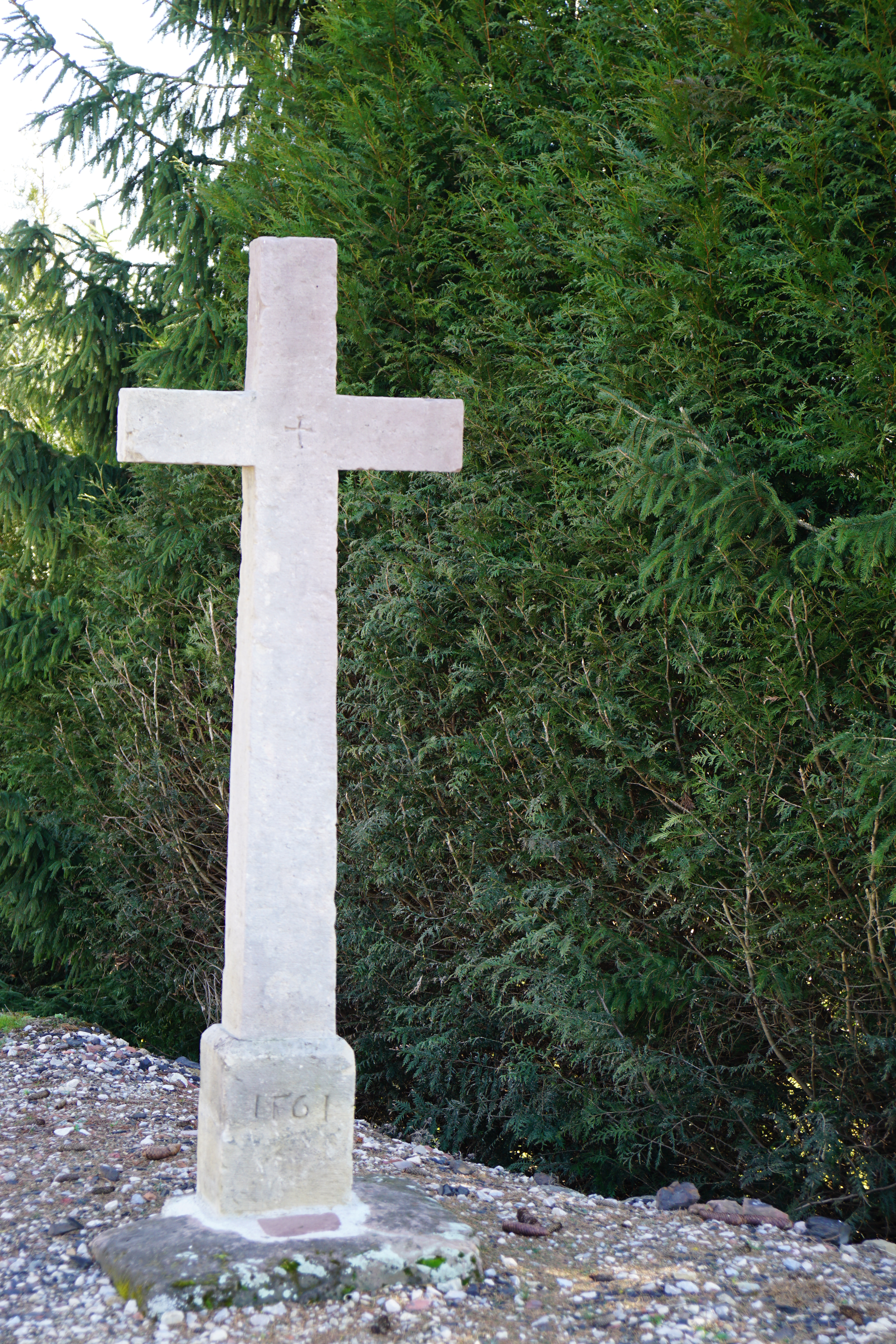
Calvaire.
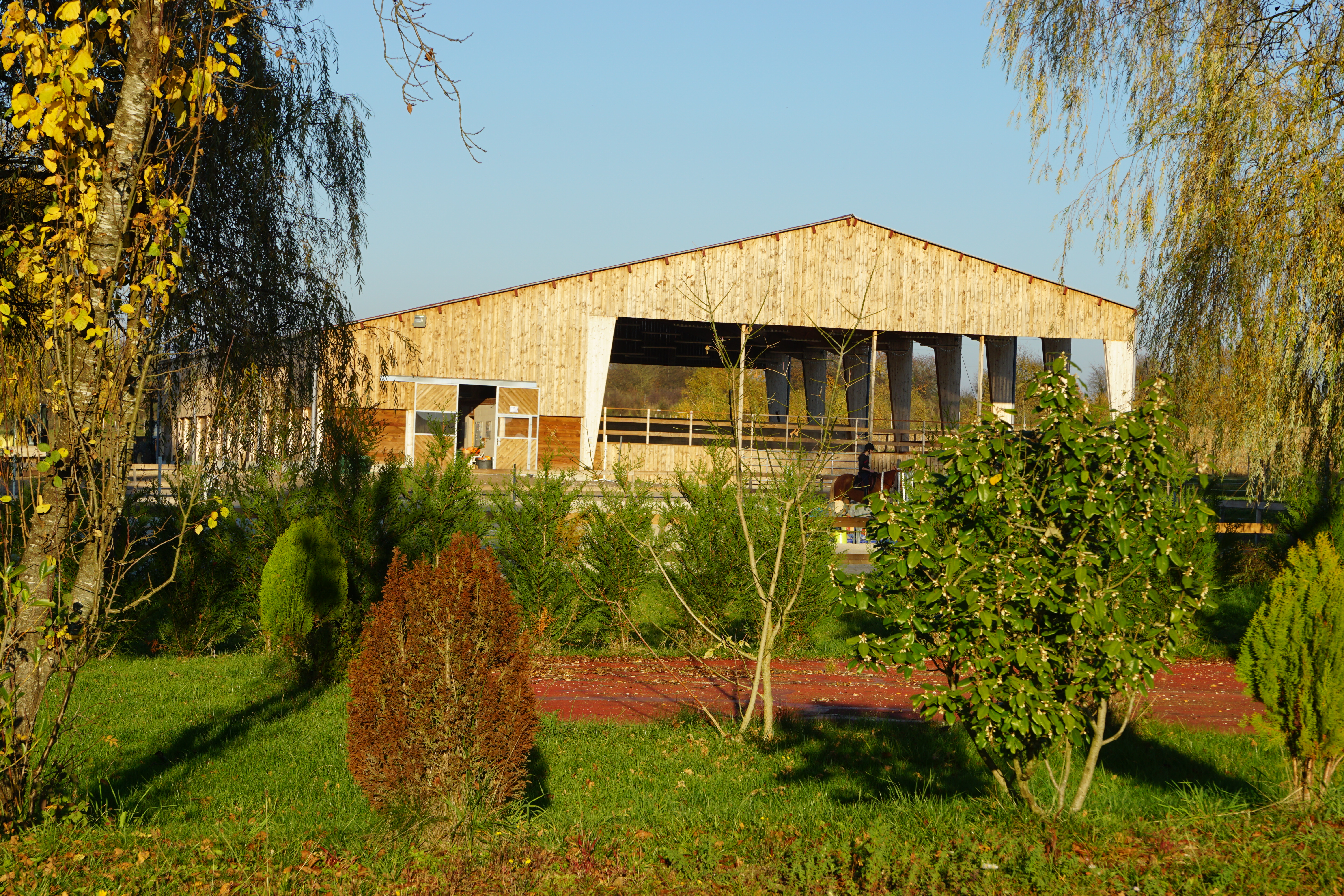
Le centre équestre.
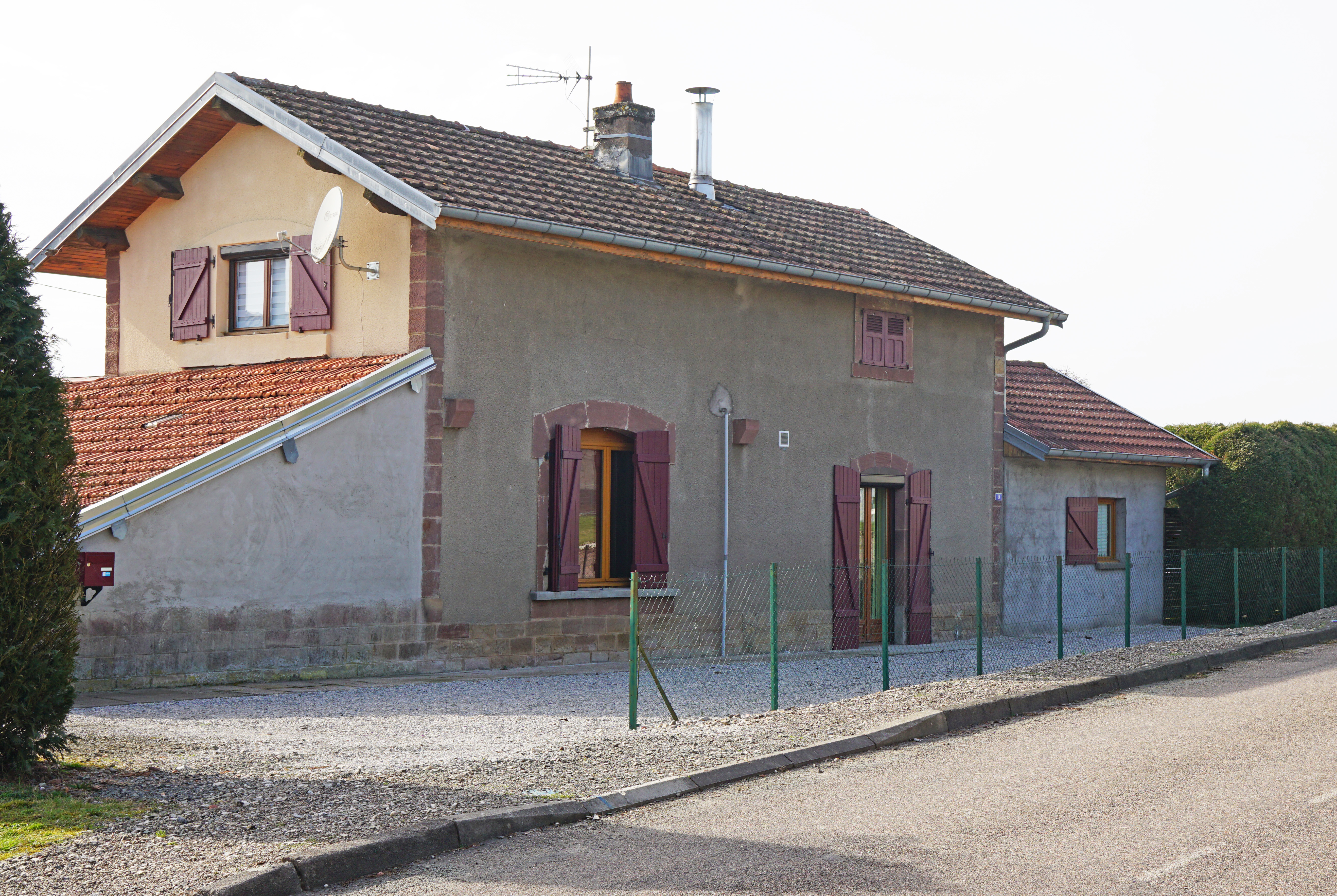
L'ancienne gare.

### Héraldique
| Blason de Lyoffans | Blason  | Coupé : au premier d'azur à la main bénissante de carnation parée rayé de gueules et de sable rebrassé d'argent, au second de gueules au sautoir d'or. |
| Blason de Lyoffans | Détails | Le statut officiel du blason reste à déterminer. |